# Dirk Kastelein

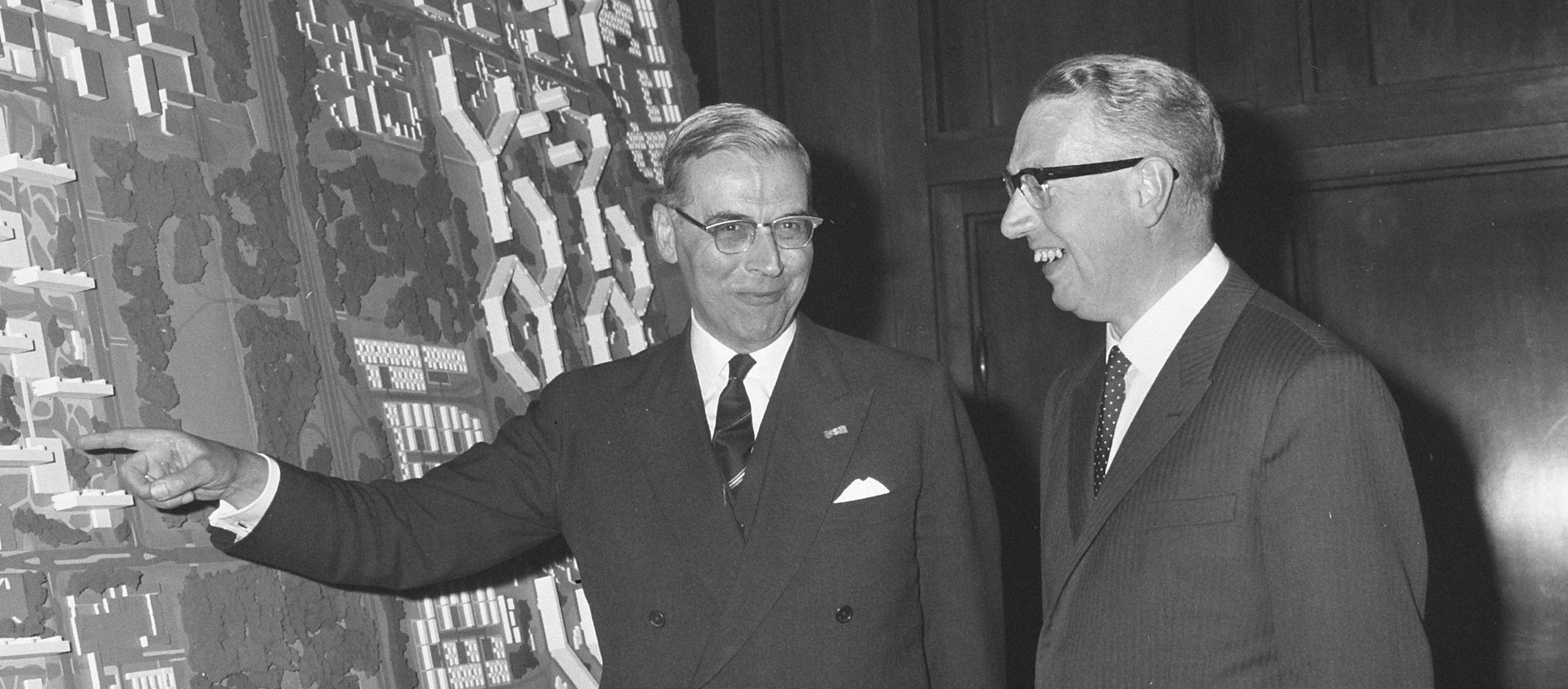
De Amsterdamse burgemeester G. van Hall met burgemeester D.D.W.J. Kastelein (rechts) bij maquette van de geplande Bijlmermeer (1965)

Dirk Daniël Willem Johannes Kastelein (Aalsmeer, 7 september 1916 – Loosdrecht, 9 mei 1993) was een Nederlands politicus van de CHU en later het CDA.
Hij werd geboren als zoon van Johannes Kastelein; destijds burgemeester van Aalsmeer. Zelf was hij gemeentesecretaris van Steenwijkerwold voor hij in juni 1956 burgemeester van Weesperkarspel werd. Op 1 augustus 1966 werd die gemeente opgeheven en anderhalve maand daarvoor volgde zijn benoeming tot burgemeester van Zierikzee. Van december 1970 tot zijn pensionering in 1981 was Kastelein de burgemeester van Loosdrecht. Daar overleed hij in 1993 op 76-jarige leeftijd.
In Driemond (tot 1 augustus 1966 behorende bij de gemeente Weesperkarspel) werd in de laatste maand voor de annexatie door Amsterdam in juli 1966 de Gaaspstraat, die deze naam droeg sinds 29 november 1957, als eerbetoon naar hem hernoemd in "Burgemeester Kasteleinstraat". Dit omdat de straatnaam toch gewijzigd zou moeten worden omdat er al een Gaaspstraat in Amsterdam bestond en de gemeente Weesperkarspel dit besluit daarom nog zelf kon nemen.